# Суський-Млинек
Суський-Млинек (пол. Suski Młynek) — село в Польщі, у гміні Білобжеґі Білобжезького повіту Мазовецького воєводства.